# Yvonne Nelson
Yvonne Nelson (12 de noviembre de 1985) es una actriz, productora y modelo ghanesa. Ha protagonizado exitosas películas en su país como House of Gold, Any Other Monday, In April y Swings.

## Primeros años
Yvonne Nelson nació en Acra. Realizó sus estudios primarios en la Escuela de San Martín de Porres en esa ciudad y después ingresó en la Secundaria Aggrey Memorial A.M.E. Zion y a la Universidad Central de Ghana, donde se tituló en recursos humanos.

## Carrera
Nelson, que participó en el concurso de belleza Miss Ghana, irrumpió en el cine de su país participando en producciones como Princess Tyra y Playboy. En 2011 se involucró en la producción cinematográfica. Su primera producción fue la película The Price, estrenada en 2011. También produjo Single and Married en 2012 y House of Gold en 2013. Esta última producción ganó el premio a la mejor película en los Ghana Movie Awards.

## Filmografía destacada
- Fix Us
- 4Play Reloaded
- Any Other Monday[11]
- The Black Taliban
- Blood is Thick
- Classic Love
- Crime Suspect
- Crime to Christ
- Deadly Passion
- Deadly Plot
- Desperate to Live
- Diary of a Player
- Doctor May
- Fantasia
- Festival of Love
- Folly
- Forbidden Fruit
- The Game
- Girls Connection
- Gold Diggin
- Golden Adventure
- Heart of Men
- House of Gold (2013)[9]
- If Tomorrow Never Comes
- In April[12]
- Keep My Love
- Local Sense
- Losing You
- Love and Crises
- Love War
- Material Girl
- The Mistresses
- My Cash Adventure
- My Loving Heart
- Obsession
- One Night In Vegas
- Passion of the Soul
- Plan B
- The Playboy
- Pool Party
- The Price
- The Prince's Bride
- Princess Tyra
- The Queen's Pride
- The Return of Beyonce
- Refugees
- Save The Last Kiss
- Save My Love
- Single and Married (2012)
- Single, Married and Complicated
- Strength of a Man
- Swings[5]
- Tears of Womanhood
- Threesome
- To Love and Cherish
- Trapped in the Game
- Who Am I
- Yvonne's Tears
- Sin City[13]